# Camponotus christi
Camponotus christi är en myrart som beskrevs av Auguste-Henri Forel 1886. Camponotus christi ingår i släktet hästmyror, och familjen myror.

## Underarter
Arten delas in i följande underarter:
- C. c. ambustus
- C. c. christi
- C. c. ferrugineus
- C. c. foersteri
- C. c. maculiventris

## Bildgalleri

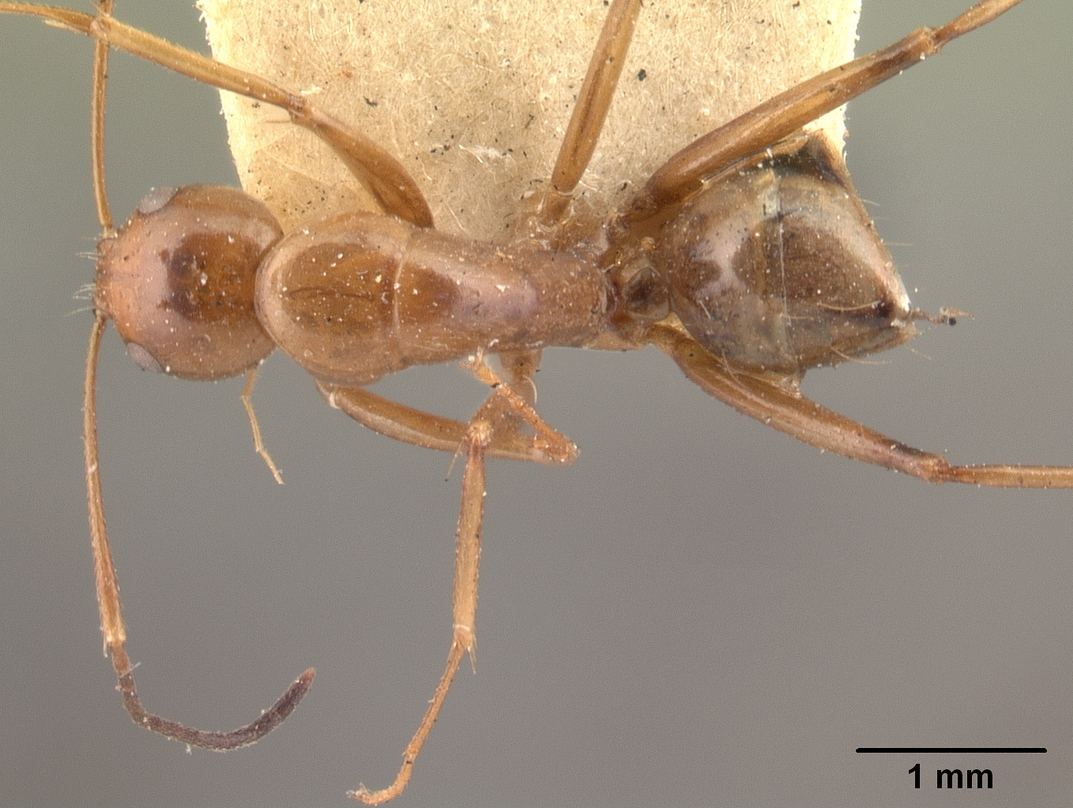
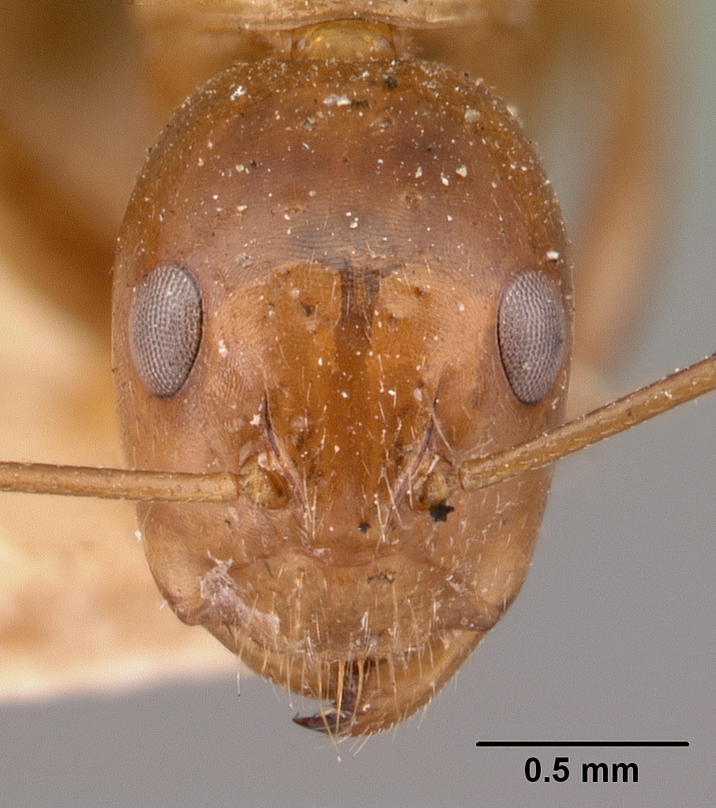
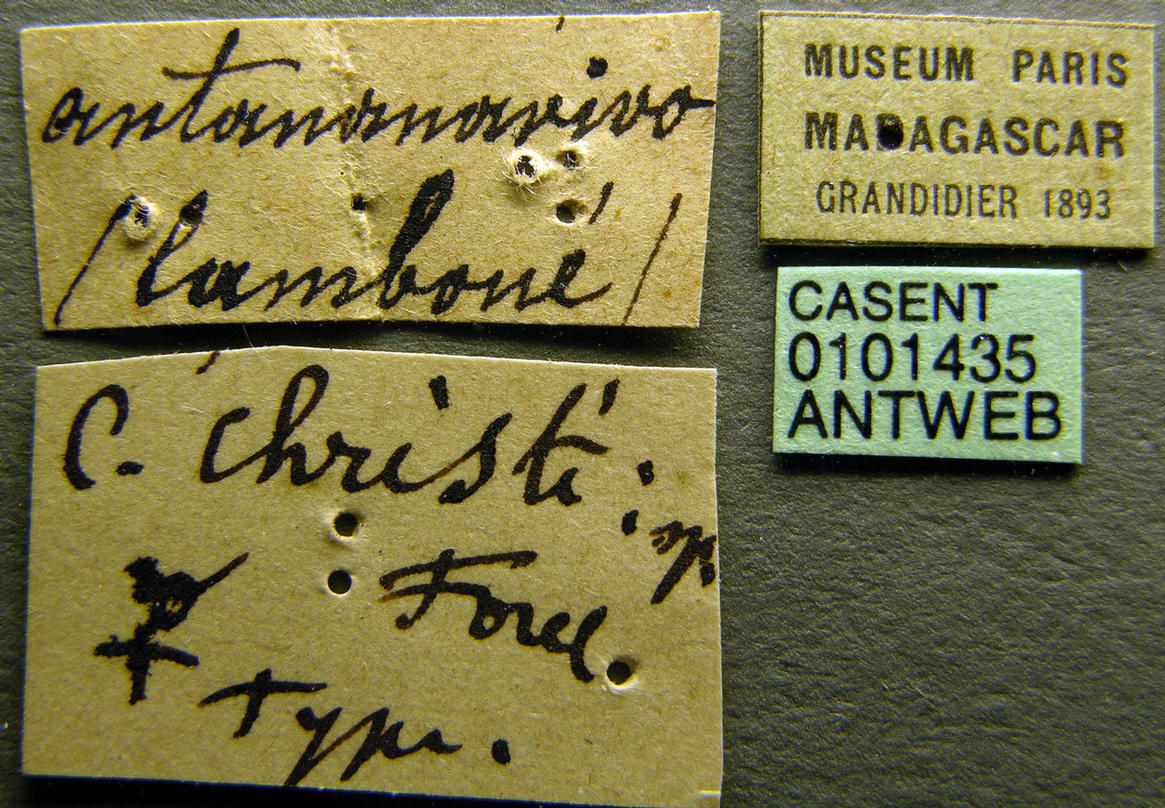
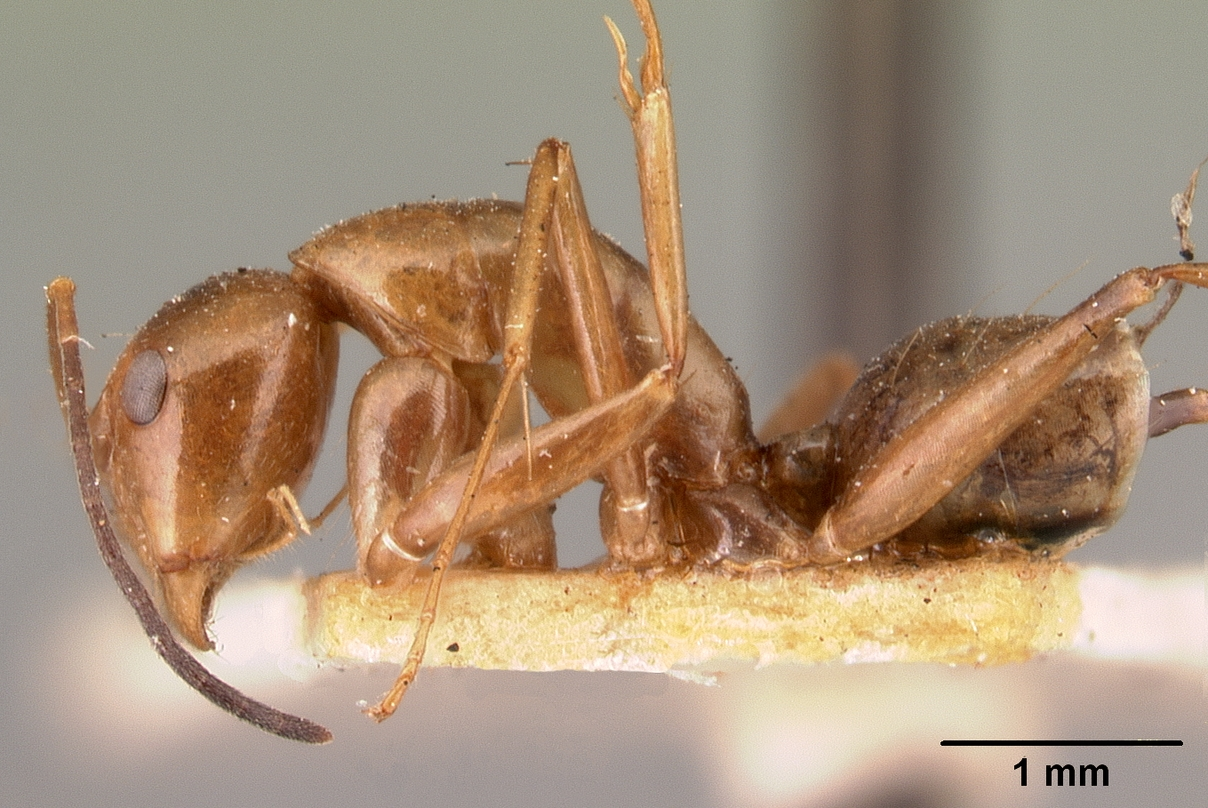
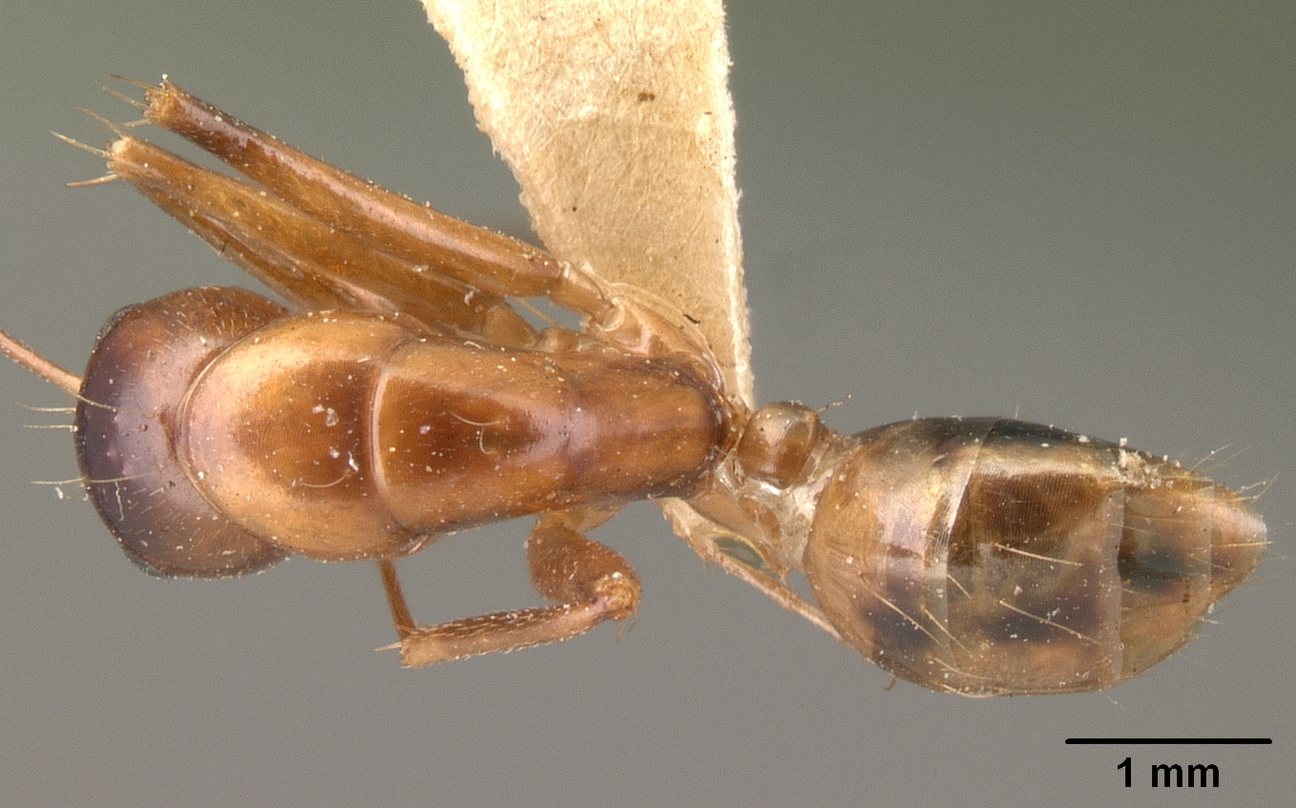
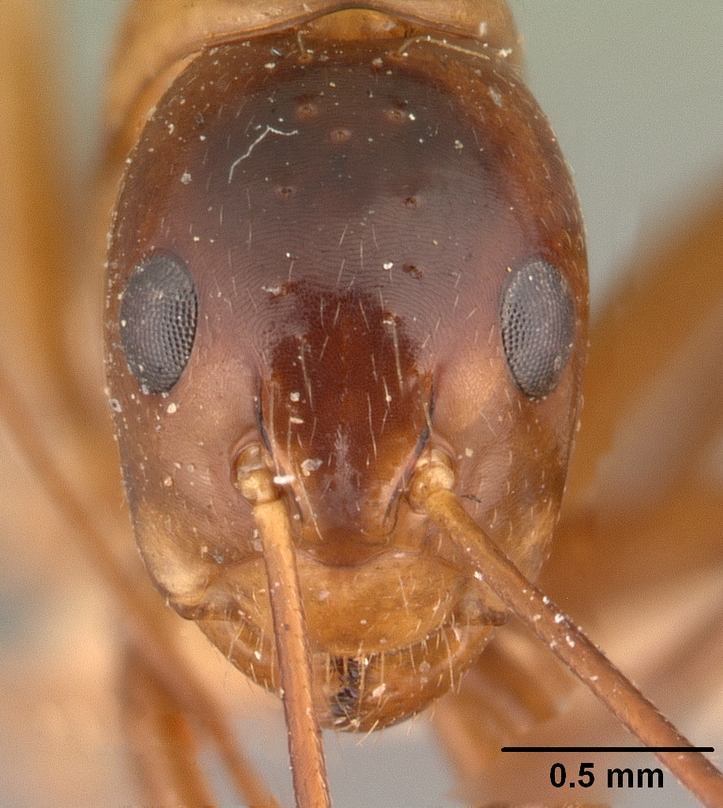